# (31117) 1997 QF5
(31117) 1997 QF5 est un astéroïde de la ceinture principale d'astéroïdes découvert en 1997.

## Description
(31117) 1997 QF5 a été découvert le 25 août 1997 à l'observatoire Palomar, situé au nord de San Diego en Californie, par John Broughton.

### Caractéristiques orbitales
L'orbite de cet astéroïde est caractérisée par un demi-grand axe de 2,45 ua, un périhélie de 2,11 ua, une excentricité de 0,14 et une inclinaison de 1,88° par rapport à l'écliptique. Du fait de ces caractéristiques, à savoir un demi-grand axe compris entre 2 et 3,2 ua et un périhélie supérieur à 1,666 ua, il est classé, selon la JPL Small-Body Database, comme objet de la ceinture principale d'astéroïdes.

### Caractéristiques physiques
(31117) 1997 QF5 a une magnitude absolue (H) de 15,6 et un albédo estimé à 0,330.